# بطن‌الثعبان شمالی
بَطن‌الثُعبان شمالی (شکم اژدها، شمالی)، یا خی اژدها یک ستاره است که در صورت فلکی‌اژدها قرار دارد.